# Michael Harvey (taekwondo)
Michael Paul Harvey (Mánchester, 21 de septiembre de 1989) es un deportista británico que compitió en taekwondo. Ganó una medalla de plata en el Campeonato Mundial de Taekwondo de 2011 y una medalla de oro en el Campeonato Europeo de Taekwondo de 2012.

## Palmarés internacional
| Campeonato Mundial | Campeonato Mundial       | Campeonato Mundial | Campeonato Mundial |
| Año                | Lugar                    | Medalla            | Categoría          |
| ------------------ | ------------------------ | ------------------ | ------------------ |
| 2011               | Gyeongju (Corea del Sur) | Medalla de plata   | –63 kg             |
| Campeonato Europeo |                          |                    |                    |
| Año                | Lugar                    | Medalla            | Categoría          |
| 2012               | Mánchester (Reino Unido) | Medalla de oro     | –63 kg             |